# F3A-X

Logo F3A-X

F3A-X ist die Bezeichnung einer in Deutschland seit 1982 bestehenden Modellflug-Wettbewerbsklasse, in der originalähnliche Modellflugzeuge ein Kunstflug-Programm (Kür) fliegen, das, wie aus vielen anderen Sportarten bekannt, von Punktrichtern bewertet wird. Als besonderes Ziel in dieser Klasse gilt, die Vorflüge dem manntragenden Kunstflug möglichst realistisch nachzuempfinden. Die Regeln entsprechen in etwa denen der Klasse F3A, wenn nichts anderes in der Rahmenausschreibung vereinbart ist. Der wesentliche Unterschied (für einen außenstehenden Beobachter) besteht jedoch in der Größe, Motorisierung und dem Aussehen der Flugmodelle.
Die in diesem Artikel beschriebenen technischen Vorgaben und Wettbewerbsabläufe sind nur für die Wettbewerbe in Deutschland gültig, wenngleich die Abweichungen im Ausland oft nur gering sind.

## Modelle
Es fliegen Modelle, die zumindest originalähnliche Nachbildungen bemannter Kunstflugzeuge sind. Seit 2009 gilt das bis dahin geltende Gewichtslimit von maximal 10 kg nicht mehr. Diese Reglementierung wurde durch eine Begrenzung der Motorisierung ersetzt. Es dürfen alle Motorisierungsarten eingesetzt werden, solange das Modell propellergetrieben ist.
Es gelten die folgenden Regeln:
- der maximale Hubraum bei Verbrennungsmotoren beträgt 110 cm³
- die maximale Leistung bei Elektroantrieben beträgt 8 kW (Eingangsleistung) mit einer Versorgungsspannung von höchstens 42 V
- die Abweichung des Maßstabes darf maximal ± 10 % betragen
- die Spannweite beträgt mindestens 2,0 m bei Eindeckern
- die Spannweite beträgt mindestens 1,7 m bei Doppeldeckern

Seit 2007 gelten für die Piloten, die das erste Mal an einem F3A-X-Wettbewerb teilnehmen, geänderte Größen- und Gewichtsbeschränkungen, um den Einstieg in die Klasse zu erleichtern. Durch den Wegfall der Gewichtsbeschränkung ab 2009 dürfen Erstteilnehmer mit einem Modell ihrer Wahl (siehe Obergrenzen der Antriebsleistung oben) auch in der Klasse C antreten. Diese Ausnahmen gelten allerdings ausschließlich für das erste Jahr der Teilnahme und auch nur in den Klassen B und C (siehe unten).
- die maximale Spannweite für Eindecker beträgt 2,7 m
- die maximale Spannweite für Doppeldecker beträgt 2,1 m

F3A-X-Kunstflugmodell Raven

Prinzipiell sind folgende Flugzeuge geeignet (Auszug):
- Eindecker
  - Cap (verschiedene Typen)
  - Diabolo
  - Extra (verschiedene Typen)
  - Giles
  - Raven
  - Katana
  - S-Bach
  - Suchoi Su-26
  - Suchoi Su31
  - Superstar
  - Velox
  - Votec
  - Wigens
  - Yak 54
  - Yak 55
  - XtremeAir XA41

- Doppeldecker
  - Christen Eagle
  - Pitts
  - Ultimate

Am häufigsten finden sich auf den Wettbewerben Flugzeuge der Typen Extra, Raven, Giles, Velox, Yak und Ultimate.

## Wettbewerb

### Jahresrunde
Es finden jährlich vier Teilwettbewerbe auf vier verschiedenen Modellflugplätzen in Deutschland statt. Jeder dieser Teilwettbewerbe ist drei bis fünf Wochen zeitversetzt, so dass die Wettkämpfe gleichmäßig über den Sommer verteilt sind. Jeder Teilnehmer kann somit an bis zu vier Wettbewerben teilnehmen, von denen die drei besten in die Jahreswertung eingehen. Diese Regelung erlaubt es jedem Teilnehmer an einem der vier Wettbewerbe zu fehlen, ohne dass ein erreichen des ersten Platzes unmöglich werden würde. Am Ende der Saison gewinnt der Pilot mit den meisten Punkten.

### Flugbewertung
Es bewerten 5 Punktrichter jede Figur der drei Wertungsflüge. Dabei vergeben sie jeweils Punkte zwischen 0 und 10, wobei 10 Punkte einer optimal vorgeflogenen Figur entsprechen. Da diese Figuren unterschiedliche Schwierigkeitsstufen besitzen werden sie mit einem festgelegten K-Faktor multipliziert. Dieser Faktor beträgt je nach Schwierigkeitsgrad 1 bis 5. Von jeder bewerteten Figur werden nun die Punktrichter mit der höchsten und der niedrigsten Punktzahl aus der Wertung gestrichen. Die Punktesumme dieser drei Wertungsrichter wird nun addiert und mit den beschriebenen K-Faktor multipliziert. Am Ende eines jeden Wertungsfluges addiert man wiederum alle diese Punkte und erhält das Gesamtergebnis für den entsprechenden Durchgang. Von den drei geflogenen und bewerteten Flügen wird der schlechteste gestrichen, um wetterabhängige Leistungsunterschiede zwischen den Teilnehmern zu minimieren. Der Pilot mit den meisten Punkten gewinnt den Teilwettbewerb.

Sinnbild des Flugraumes im F3A-X

### Flugsektor
Es wird in einer sogenannten Box geflogen. Die Box bezeichnet den Luftraum in dem sich das Modell während des Wertungsfluges befindet. Diese wird nach links und rechts von der Mittellinie (Blickrichtung geradeaus) sowie nach oben im 60°-Winkel mit Ebenen begrenzt. Die Flugentfernung vom Standort des Piloten beträgt ca. 200 Meter.

### Schwierigkeitsklassen
Es wird generell in drei Schwierigkeitsklassen geflogen. Die Klasse C stellt dabei den Einstieg dar, B entspricht dem Mittelfeld und A ist die Klasse mit der höchsten Schwierigkeitsstufe. Die Programme unterscheiden sich dabei in der Anzahl der Figuren sowie deren Anspruch an das fliegerische Können der Piloten. Jeder Pilot darf nur in einer der Klassen A, B oder C starten. Jeder nimmt mit drei Wertungsflügen teil.
Seit 2009 werden in der Klasse A nur noch 2 Durchgänge in der bekannten Pflicht geflogen werden. Der dritte Wertungsflug wurde durch eine unbekannte Pflicht, die erst auf dem Wettbewerb bekanntgegeben wird, ersetzt.
Die Sieger der Klassen C und B steigen in der nachfolgenden Saison in die nächsthöhere Klasse auf. Diese Regel entfällt für die Teilnehmer der Klasse A.

### Teilnehmerzahlen
Die nachfolgende Tabelle gibt einen Überblick über die gesamte Anzahl der Teilnehmer einer Jahresrunde nach den Schwierigkeitsklassen aufgeschlüsselt. Die Zahl der Teilnehmer an einem Wettbewerb liegt immer etwas darunter. Einzelheiten bezüglich der Anzahl und auch der Personen sind über die Homepage (siehe Weblinks) einsehbar. Die Klasse C besteht erst seit dem Jahr 2007.
| Jahr | A-Programm | B-Programm | C-Programm |
| ---- | ---------- | ---------- | ---------- |
| 2001 | 17         | 34         | -          |
| 2002 | 19         | 31         | -          |
| 2003 | 20         | 32         | -          |
| 2004 | 18         | 29         | -          |
| 2005 | 17         | 30         | -          |
| 2006 | 17         | 22         | -          |
| 2007 | 18         | 31         | 13         |
| 2008 | 14         | 23         | 8          |
| 2009 | 9          | 29         | 14         |

## Flugablauf

### Start und Programmvorbereitung
Der Pilot startet sein Modell auf der Piste. Dabei steht er einige Meter vor dem 3. der 5 Punktrichter, also in der Mitte der Bahn. Der Start wird zwar nicht bewertet, sollte jedoch gleichmäßig und ruhig ablaufen. Das Modell gewinnt kontinuierlich an Höhe und wendet mit einer großen 180°-Kurve. Dabei versetzt sich das Flugzeug in die Entfernung, in der der Teilnehmer sein Programm durchführt. Es folgt ein gerader Vorbeiflug, in dem der Pilot eine letzte Trimmung des Modells vornehmen kann. Diesen nennt man Trimmflug. Anschließend wird das Flugzeug wieder gewendet, wobei keine Kurve geflogen wird, sondern eine der vielen Wendefiguren genutzt wird.

### Figuren
Nach dem beschriebenen Trimmflug und der ersten Wende beginnt die Wertung der Flugmanöver. Diese Figuren, beschrieben durch Aresti-Symbole, werden prinzipiell in zwei Arten untergliedert: Mittelfiguren und Rand- bzw. Wendefiguren. Die Mittelfiguren sollen direkt vor dem Piloten und den Punktrichtern geflogen werden, wogegen die Randfiguren rechts und links neben der Mittelfigur zu platzieren sind. Dabei ist es allerdings erforderlich, in dem oben beschriebenen Flugraum zu bleiben, um Punktabzug oder gar kompletten Punktverlust zu vermeiden.
- Mittelfiguren (Auszug)
  - Looping (Kunstflug)
  - Avalanche – Looping mit Snap-Rolle im oberen Punkt
  - 6-Eck-Looping
  - Kubanische Acht – Vertikal liegende Acht (ähnlich dem Unendlichzeichen) mit mittig platzieren Rollen, die in alle Richtungen und von unten oder oben durchflogen werden kann.
  - Doppelter Immelmann
  - Turn
  - Acht – Stehende Acht vor dem Piloten. Begonnen wird meist in der Mitte, sprich im Kreuzungspunkt der Linien.
  - Rollenkreis
  - Dreieck – Unten oder oben rechtwinkliges Dreieck. Die Steig- und Fallflüge sind im 45°-Winkel zu absolvieren und können durch Rollen ergänzt werden.
  - Viereck bzw. Quadratlooping – Ein Quadrat, dass durch Rollen ergänzt werden kann. Die Geradeausflüge sind ausschließlich vertikal oder horizontal.
  - Diamant – Ähnlich dem Viereck, wobei jedoch nur 45° nach oben oder unten geflogen werden darf.
  - Hut – Das Flugzeug geht aus der waagerechten Lage in den senkrechten Steigflug, anschließend wieder in die waagerechte um wiederum in das senkrechte Fallen überzugehen. Der Ausflug ist wieder waagerecht. Die Figur kann auch von oben geflogen werden, dabei fällt das Flugzeug zuerst.
  - Messerflug
  - Trudeln
  - Rolle
  - Punkt-Rolle – Wie eine Rolle, nur dass diese mit kurz angehaltenen Zwischenzeiten, deren Anzahl variiert, geflogen wird
  - Snap-Rolle oder auch gerissene Rolle

- Randfiguren (Wechseln der Flugrichtung)
  - Humty – nach einem senkrechten Steigflug wird ein enger halber Looping entweder gezogen oder gedrückt (siehe Höhenleitwerk) um anschließend in das senkrechte Fallen überzugehen.
  - Turn
  - Halbe Kubanische Acht – Nur eine Seite der oben beschriebenen Kubanischen Acht wird geflogen.
  - Immelmann
  - Halber Quadratlooping – Nur eine Seite des oben beschriebenen Vierecks wird geflogen.
  - Windkorrektur – Das ist ein Hut (siehe oben), jedoch werden in den senkrechten Passagen eine 1/4 oder 3/4 Drehung durchgeführt. Somit ist ein Flugraumversatz nach vorn oder hinten möglich.
  - Halber Looping
  - Goldfisch – Nach einem 45°-Sink- oder -Steigflug folgt ein 5/8 Looping gezogen oder gedrückt in wiederum 45°-Steig- oder -Sinkflug. Die Ein- und Ausflughöhe ändert sich somit.

Bei allen Figuren wird in waagerechter Flugrichtung ein- und ausgeflogen. Außerdem können alle beschriebenen Flugmanöver mit verschiedenen Rollen (siehe oben) kombiniert werden, um den Schwierigkeitsgrad zu steigern.

### Ende des Wertungsfluges
Das Programm endet automatisch mit dem Verlassen der letzten Figur. Das Flugzeug wird nun in einem Halbkreis in Richtung der Landebahn gelenkt und gelandet. Dieser Teil des Fluges ist unbewertet. Am Ende eines jeden Programmes vergeben die Punktrichter in der sogenannten „Geräuschbewertung“ eine allgemeine Einschätzung des Fluges, des Einsatzes der Motorleistung und des Geräuschpegels, die gleichrangig mit einer gezeigten Figur ist. Es gilt die allgemeine, jedoch subjektive Bewertung des Geräuschpegels bei der „Geräuschbewertung“. Ziel ist es, möglichst leise seinen Wertungsflug vorzuführen.